# Anders Åslund

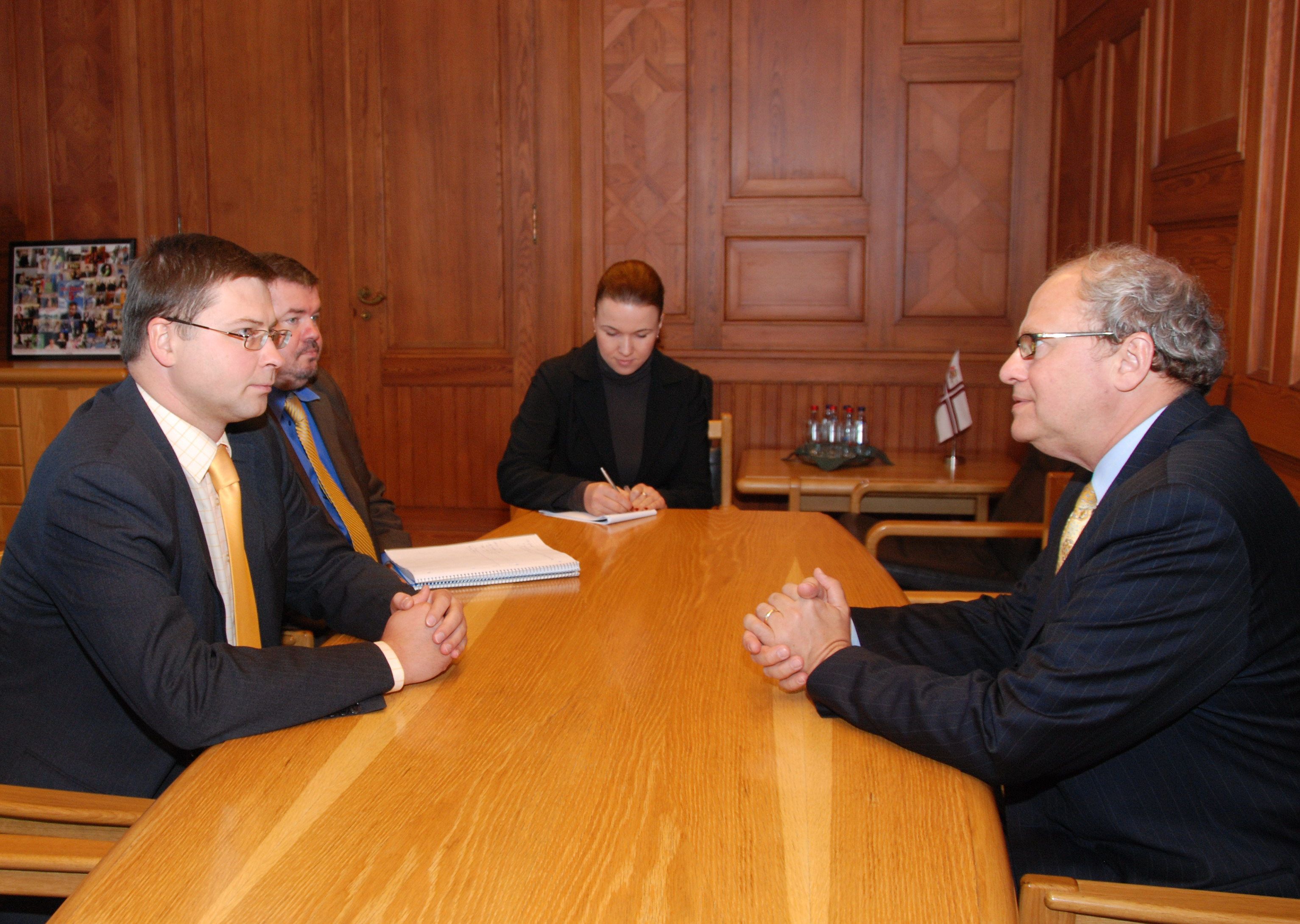
Andres Aslund (po prawej), rozmawiający z premierem Łotwy Valdisem Dombrovskisem (2009)

Anders Åslund (ur. 15 lutego 1952 w Karlskronie) – szwedzki ekonomista, po rozpadzie ZSRR doradca rządowy ds. transformacji gospodarczej w państwach powstałych z byłych republik radzieckich.

## Życiorys
Ukończył Wyższą Szkołę Handlową w Sztokholmie, następnie uzyskał stopień naukowy doktora na Uniwersytecie Oksfordzkim (Saint Anthony’s College). Od ponad 30 lat jego praca badawcza i zawodowa skupia się na systemowym przejściu od gospodarki centralnie planowanej do gospodarki rynkowej. W latach 90. XX wieku Åslund był zwolennikiem wczesnych, kompleksowych i radykalnych reform gospodarczych w Rosji i Europie Wschodniej. W 1989 roku założył Sztokholmski Instytut Gospodarki Wschodnioeuropejskiej. Od 1989 roku do 1994 roku pracował jako profesor ekonomii międzynarodowej w Wyższej Szkole Handlowej w Sztokholmie. Był doradcą prezydenta Borysa Jecyna za czasów premiera Jegora Gajdara. Następnie od 1994 roku przez trzy lata, pracował jako doradca ekonomiczny prezydenta Ukrainy – Leonida Kuczmy, a od 1998 przez sześć lat doradzał prezydentowi Kirgistanu – Askarowi Akajewowi. Åslund miał wpływ również na politykę gospodarczą w krajów nadbałtyckich: – na początku lat 90. XX w. jako członek Międzynarodowej Bałtyckiej Komisji Gospodarczej; – i pod koniec pierwszej dekady XXI wieku jako nieformalny doradca premiera Łotwy – Valdisa Dombrovskisa. Od 2003 roku był dyrektorem Programu Rosyjskiego i Eurazjatyckiego w think thanku Carnegie Endowment for International Peace. Od 2006 roku przez dziewięć lat pracował w think thanku Peterson Institute for International Economics. W drugiej połowie drugiej dekady XXI wieku wrócił na Ukrainę, gdzie był m.in. doradcą ds. modernizacji ukraińskiej kolei oraz zasiadał w radzie nadzorczej banku PJSC Kredyt Dnipro należącego do oligarchy Wiktora Pinczuka. Obok Åslunda w radzie znaleźli się Dominique Strauss-Kahn i Jean Pierre Saltiel – były szef banku inwestycyjnego Rothschild & Co. Z ukraińskich kolei Åslund został zwolniony przez prezydenta Ukrainy – Wołodymyra Zełenskiego pod koniec września 2020 roku. Do napięć dochodziło m.in. na tle nacjonalizacji banków działających na Ukrainie i negatywnej oceny Åslunda co do stosunku ekipy Zełeńskiego do ukraińskich oligarchów, który Åslund porównywał do działań Putina z początku XXI wieku. Przez wiele lat, do 2020 roku, był ekspertem ds. Ukrainy w amerykańskim think tanku Rada Atlantycka (ang. Atlantic Council), działającej m.in. w Rosji do 2019 roku, kiedy rosyjski rząd uznał ją za „organizację niepożądaną”. Obecnie Andres Aslund jest adiunktem na Georgetown University, doradcą w Stockholm Free World Forum oraz jest przewodniczącym w Economics Education and Research Consortium – powstałej w 1995 roku w Kijowie organizacji zajmującej się modernizacją edukacji ekonomicznej i badań naukowych we Wspólnocie Niepodległych Państw. Åslund do dziś pozostaje członkiem Rosyjskiej Akademii Nauk. Uniwersytet Narodowy w Kirgistanie przyznał mu honorową profesurę. Anders Åslund pracował również jako szwedzki dyplomata w Kuwejcie, w Warszawie, w Genewie i w Moskwie.

## Książki
- Åslund Anders (2013), How Capitalism Was Built: The Transformation of Central and Eastern Europe, Russia, the Caucasus, and Central Asia, Cambridge: Cambridge University Press ISBN 978-11-392-0785-0.
- Åslund Anders (2019), Russia’s Crony Capitalism: The Path from Market Economy to Kleptocracy, New Haven – London: Yale University Press ISBN 978-03-002-4309-3.